# Christian Y. Schmidt
Pour les articles homonymes, voir Schmidt et Christian Schmidt.
Christian Y. Schmidt est un journaliste et écrivain allemand qui cultive « l'ironie distante » et a dirigé un des principaux magazines satiriques culturels allemands.

## Biographie
Christian Y. Schmidt est né en 1956 à Bielefeld. Au cours de sa jeunesse il fut militant « sponti », maoïste, et occupant d'immeubles dans des squats à Francfort[Lequel ?]. Il travaille comme auteur indépendant, et pour de nombreux journaux comme le Berliner Zeitung, Konkret, Taz et Jungle World.
Schmidt fut de 1989 à 1995 rédacteur en chef de Titanic, l’un des deux grands mensuels satiriques allemands, créé en 1979 et tirant à 60 000 exemplaires, dont 1500 à l'Est.
Titanic a été créé en 1979 par la Nouvelle école de Francfort, un groupe d'écrivains et de dessinateurs en conflit avec Hans A. Nikel (de), le rédacteur en chef de Pardon, revue qui a marqué les années 1960 et le début des années 1970 et fut pendant dix ans la seule revue satirique d’importance en Allemagne.
Parmi les personnes cibles des satires et des caricatures de Titanic, les pop stars, les journalistes, les caricaturistes, les peintres, les présentateurs de télévision, les avocats, les enfants de personnes connues, et l’Église catholique.
Le magazine, qui fait travailler Hans Traxler, dessinateur phare de Pardon, a été cité sept fois devant le tribunal de Francfort au début des années 1980, pour des dessins s’en prenant entre autres au pape, mais la quasi-totalité des procédures n’a donné lieu à aucune poursuite judiciaire.
Quelques semaines avant les élections fédérales de 1998, qui ont conduit à la formation de la première coalition entre le SPD et les Verts, il a publié un livre de référence sous forme d'enquête sur Revolutionärer Kampf, l'organisation maoïste dont il fut proche et où militaient Daniel Cohn-Bendit et son ami Joschka Fischer, futur vice-chancelier de l'Allemagne. Son enquête fait le récit d'incidents effacé de certaines autres biographies de Fischer à cette époque. Il montre comment Fischer et sa bande ont réussi à obtenir des postes importants à Francfort-sur-le-Main et en Hesse grâce à leur position dans la mouvance gauchiste et comment ils ont ainsi renoncé à leurs idées et idéaux antérieurs.
Il y raconte le contexte dans lequel le 10 mai 1976, après la mort d'Ulrike Meinhof dans sa prison pour terroristes, une manifestation interdite devient à Francfort une confrontation avec la police, jugée inévitable par les leaders d'extrême-gauche, une pluie de pierres et de cocktails Molotov s'abattant sur les forces de l'ordre. Un policier est gravement brulé et le 14 mai la police perquisitionne 14 squatts de Francfort: 14 personnes sont arrêtées, dont Joschka Fischer , ensuite relâché et 4 autres participants à l'attaque du consulat général d'Espagne, sept mois plus tôt. Selon les témoins, « une majorité a voté pour que la police soit livrée à une bataille qu'ils n'oublieraient pas » lors d'une réunion le 10 mai 1976 présidée par Joschka Fischer dirigeait la discussion, selon le livre Wir sind die Wahnsinnigen de Christian Schmidt, mais selon un deuxième témoin qui a assisté à la réunion, retrouvé par Der Spiegel, il n'aurait pas activement défendu l’utilisation de cocktails Molotov, même s'il n'a pas non plus contredit ceux qui le réclamaient. La biographie semi-officielle publiée par Sibylle Krause-Burger avait raconté cependant dès 1997 comment dans un débat public tenu en 1974 avec les jeunes socialistes, Fischer avait défendu les jets de pierres contre les « représentants du système ». Deux ans après, la journaliste Bettina Röhl, fille d'Ulrike Meinhof publie un autre livre sur le sujet. La maison d’édition Econ, qui appartient au groupe de presse Springer, cible favorite du mouvement de protestation en 1968 en Allemagne, avait d'abord rejeté la publication de son manuscrit, le jugeant trop à droite idéologiquement mais il sera finalement publié par Kiepenheuer et Witsch, qui avait également publié des livres de Joschka Fischer. Les photos montrant Fischer tabassant un policier ont été mises à la disposition de Roehl par leur auteur, le photographe retraité Lutz Kleinhans, en échange d'une contribution rémunérée au livre, l'auteure promettant aussi que les documents empruntés aux archives de la télévision ARD, montrant la même scène, leur seront rendus à condition qu'ils soient diffusés dans l’émission quotidienne d'ARD.
Christian Y. Schmidt a par ailleurs aussi publié plusieurs livres humoristiques et satiriques avec d’autres auteurs du Titanic, ainsi que des textes sur la politique de gauche et l’Asie de l’Est.
Depuis 2003, il vit avec son épouse principalement en Asie de l’Est, à Singapour et depuis 2005 à Pékin. Son premier roman, The Last Huelsenbeck , a été publié en 2018.

## Œuvres
- Genschman – Das Buch (avec Achim Greser et Hans Zippert), Berlin 1990
- Die roten Strolche (mit Achim Greser, Heribert Lenz, Hans Zippert), Berlin 1994
- Die letzte Stunde des Herrn K., Greiz, 1994
- „Wir sind die Wahnsinnigen …“. Joschka Fischer und seine Frankfurter Gang. Econ, München und Düsseldorf 1998; aktualisierte Ausgabe: Econ-und-List-Taschenbuch-Verlag, München 1999, erweiterte Neuausgabe: Verbrecher Verlag, Berlin 2013,  (ISBN 978-3-943167-30-6).
- Allein unter 1,3 Milliarden. Eine chinesische Reise von Shanghai bis Kathmandu. Rowohlt, Berlin 2008,  (ISBN 978-3-87134-602-6).
- Bliefe von dlüben. Der China-Crashkurs. Rowohlt, Berlin 2009,  (ISBN 978-3-87134-658-3).
- Zum ersten Mal tot. Achtzehn Premieren. Edition TIAMAT, Berlin 2010,  (ISBN 978-3-89320-147-1).
- Im Jahr des Tigerochsen. Zwei Chinesische Jahre. Verbrecher Verlag, Berlin 2011,  (ISBN 978-3-940426-68-0).
- Im Jahr des Hasendrachen. Verbrecher Verlag, Berlin 2013,  (ISBN 978-3-943167-21-4).
- Der letzte Huelsenbeck. Rowohlt Berlin, Berlin 2018,  (ISBN 978-3-7371-0024-3).